# William Einstein

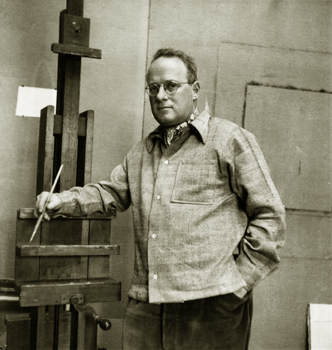
William Einstein 1950 im Alter von 43 Jahren.

William Einstein (* 29. Januar 1907 in St. Louis, Missouri; † 24. April 1972 in Acheux-en-Vimeu, Département Somme) war ein US-amerikanischer Maler, der 1927 nach Paris übersiedelte.

## Biographie
William Einstein kam aus einer deutschstämmigen Familie, die im 19. Jahrhundert nach Missouri ausgewandert war. Seine ersten tieferen Eindrücke hinsichtlich der Malerei hatte er durch die Betrachtung der Bilder Adolphe Monticellis. Später erlernte er an der St. Louis School of Fine Arts, angeregt durch seine Lehrer (F. Conway und F. Carpenter), die Grundlagen des Zeichnens und der Farbe. 1927 ließ er sich in Paris nieder und schloss schnell Freundschaften mit Künstlern wie Piet Mondrian, Wassily Kandinsky, Robert Delaunay und Man Ray.
1929 lernt er seine Frau Mary kennen, mit der er zwei Kinder hatte; das Paar trennte sich nach einigen Jahren. Neugierig auf die Arbeiten des Konstruktivismus schrieb er sich 1931 am Institut d’Optique in Paris ein. Nach einer kurzen abstrakten Phase wandte er sich von dieser für seinen Geschmack zu intellektuellen Strömung ab und kehrte zur figürlichen Darstellung zurück. Dabei beeinflussten ihn vor allem Rembrandt wegen seines Gebrauchs des Lichts und Chaïm Soutine in Bezug auf die Komposition.
Trotz der politischen Unruhen der Zeit reiste er nach Italien, Österreich, Deutschland und Polen und folgte spontan Frida Kahlo nach Mexiko, wo er zum Katholizismus konvertierte. Er hielt sich mehrmals in den USA auf, wo er sein Malen vertiefte, insbesondere in der Umgebung von Georgia O’Keeffe und Alfred Stieglitz (der ihn 1938 in seiner Galerie ausstellte). In den Werken dieser Periode tauchen Landschaften aus New Mexico auf, in denen sich Realismus mit lebhaften Farben verbindet.  1937 illustrierte er mit Zeichnungen Anatole France’ L'Affaire Crainquebille für den Verlag The Overbrook Press, Stamford, Connecticut (USA).
Nach dem Angriff auf Pearl Harbor im Dezember 1941 trat er in die US-Armee ein, wo er als Stabskapitän im Nachrichtendienst tätig war, und wurde 1945 in Paris demobilisiert. Kurz nach der Befreiung lernte er Josiane kennen, die er sofort heiratete. Die beiden zogen von 1947 bis 1955 nach Aix-en-Provence, wo eine dritte Tochter geboren wurde. Ende der 1950er Jahre ließ er sich mit seiner Frau, die aus der Region stammte, in Acheux-en-Vimeu nieder. Dort schuf er Serien von Pastell- und Ölbildern, die einer poetischen und allegorischen Vision der ländlichen Welt gewidmet waren, Szenen und Silhouetten, die er in Städten (Amsterdam, London, Venedig) erspäht hatte, Landschaften der Somme-Bucht, Studien von Bäumen und Wäldern sowie Pferden in Bewegung sowie Episoden, die er seinem eigenen Familienleben entnahm. Später malte er biblische Szenen. 
In seinen letzten Lebensjahren schenkte er der Kirche St. Maria Magdalena in Acheux ein Abendmahl (das in die Liste der historischen Denkmäler Frankreichs aufgenommen wurde) und schuf (in Zusammenarbeit mit dem Glasmeister F. Marq in Reims) eine Gruppe von 20 Glasfenstern für die Renovierung der Stiftskirche Sankt Wulfram in Abbeville. Er starb im April 1972 im Alter von 65 Jahren.